# Kreuzkirche (Neustadt/Dosse)

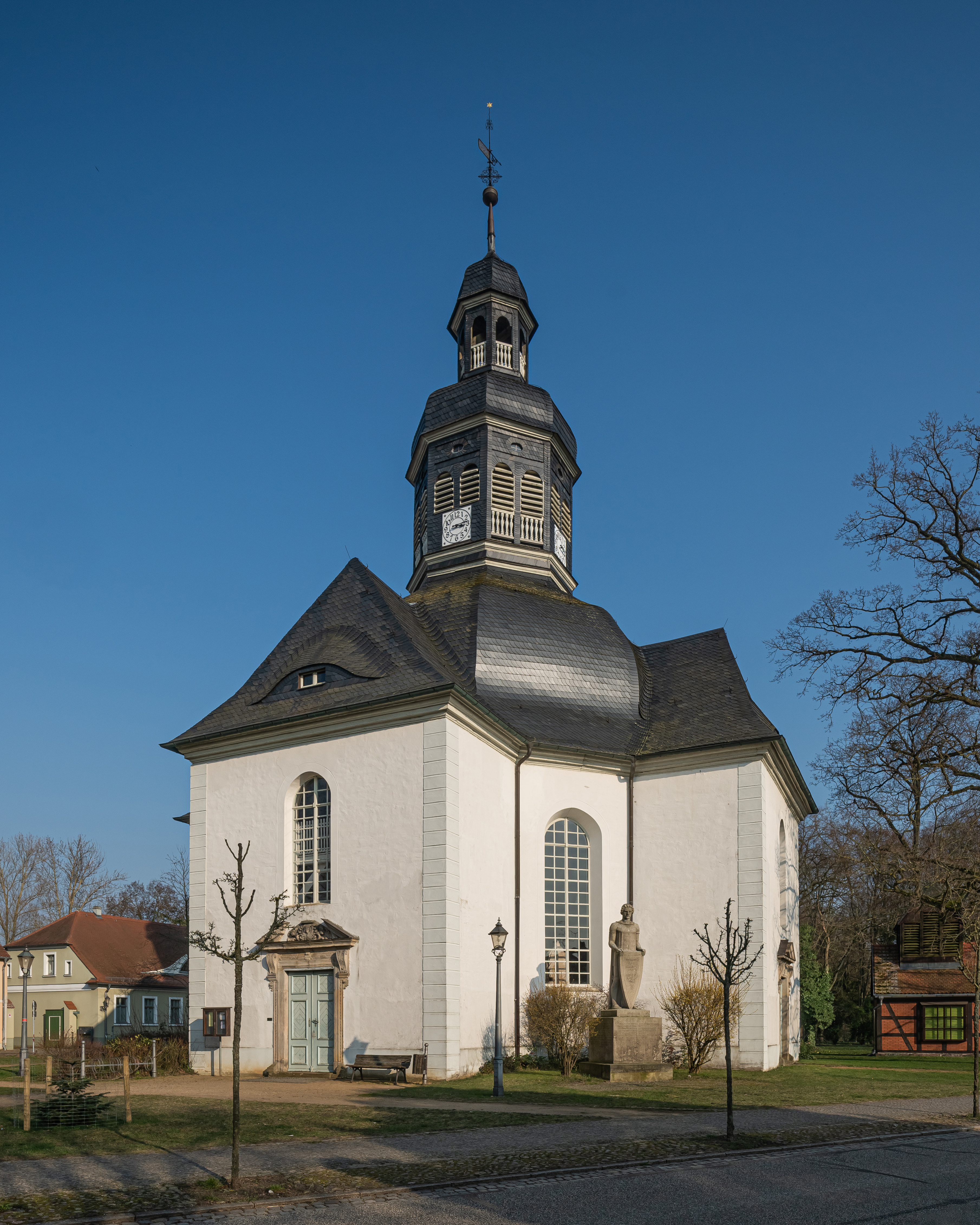
Kreuzkirche Neustadt (Dosse)

Die evangelische Kreuzkirche ist ein barocker Zentralbau in Neustadt (Dosse) im Landkreis Ostprignitz-Ruppin in Brandenburg. Sie gehört zur Kirchengemeinde Neustadt (Dosse) im Kirchenkreis Prignitz der Evangelischen Kirche Berlin-Brandenburg-schlesische Oberlausitz und kann nach Anmeldung besichtigt werden.

## Geschichte und Architektur
Die Zentralkirche wurde 1673–1696 von Anton Reinhardt, nach dem gleichen Entwurf wie die Kirche in Kissenbrück (Niedersachsen), erbaut. Eine Restaurierung erfolgte in den Jahren 1966–1967, eine Fassadensanierung 1999 und eine weitere Sanierung von 2007 bis 2010. Bei der letztgenannten Sanierung war eine statische Sicherung des Holzdachstuhls sowie eine Neudeckung des Dachs erforderlich.

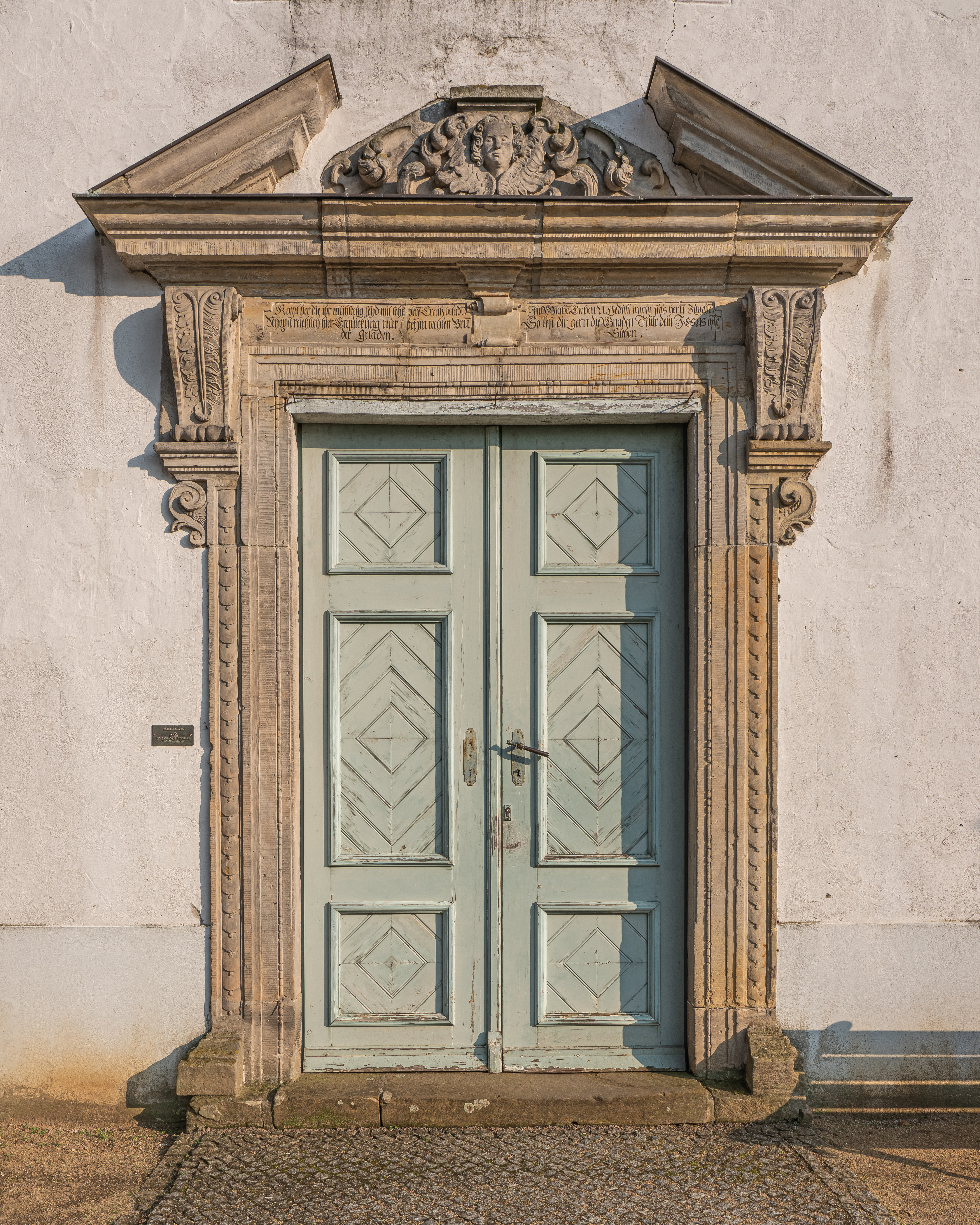
Das Kirchenportal

Das Bauwerk ist ein Putzbau über kreuzförmigem Grundriss aus achteckigem Hauptraum und vier kurzen Kreuzarmen. Es ist durch eine wirkungsvoll schlichte Gliederung durch rustizierte Eckbänder und hohe rundbogige Fenster geprägt. In den Kreuzarmen sind vier Portale mit Sandsteineinfassungen und gesprengten Giebelverdachungen auf Volutenkonsolen angeordnet. Das Hauptdach ist eine geschweifte Holzkuppel mit doppelter, offener Laterne und Schweifhaube.
Der steile Innenraum ist mit seiner nüchternen Originalausstattung von eindrucksvoller Wirkung. Der freie Hauptraum ist mit achtseitigem, hölzernem Klostergewölbe geschlossen, die Kreuzarme sind mit Stichkappentonnen gedeckt. Der östliche Kreuzarm mit der Sakristei ist verstellt durch die Altarwand mit seitlichen, von korinthischen Säulen flankierten Durchgängen; darüber befindet sich eine Orgelempore mit dem klassizistischen Orgelprospekt. In den drei übrigen Kreuzarmen sind doppelgeschossige Emporen mit korinthischen Säulen angeordnet, in den Brüstungsfeldern Inschriftkartuschen.
Da vor allem in der nahegelegenen Spiegelmanufaktur aus Frankreich vertriebene Hugenotten arbeiteten, war die Kirche von 1697 bis 1827 Simultankirche für die lutherische und die französisch-reformierte Gemeinde. Aus diesem Grund gab es auch bis um 1900 zwei Altäre.

## Ausstattung
Das Hauptstück der Ausstattung ist ein Kanzelaltar vom Ende des 17. Jahrhunderts, am polygonalen Kanzelkorb sind gewundene Ecksäulchen und Tafeln mit Sprüchen aus dem Alten Testament angebracht, darunter ein großes Altarbild des Abendmahls nach niederländischer Art mit genrehaften Begleitfiguren. Er steht, wie auch die Orgelempore, im östlichen Kreuzarm. Der neugotische Taufstein wurde im dritten Viertel des 19. Jahrhunderts gefertigt. Ein großes Sandsteingrabmal wurde für Ernst Bleichert Giese († 1775) in Form einer drapierten Urne geschaffen.

## Orgel

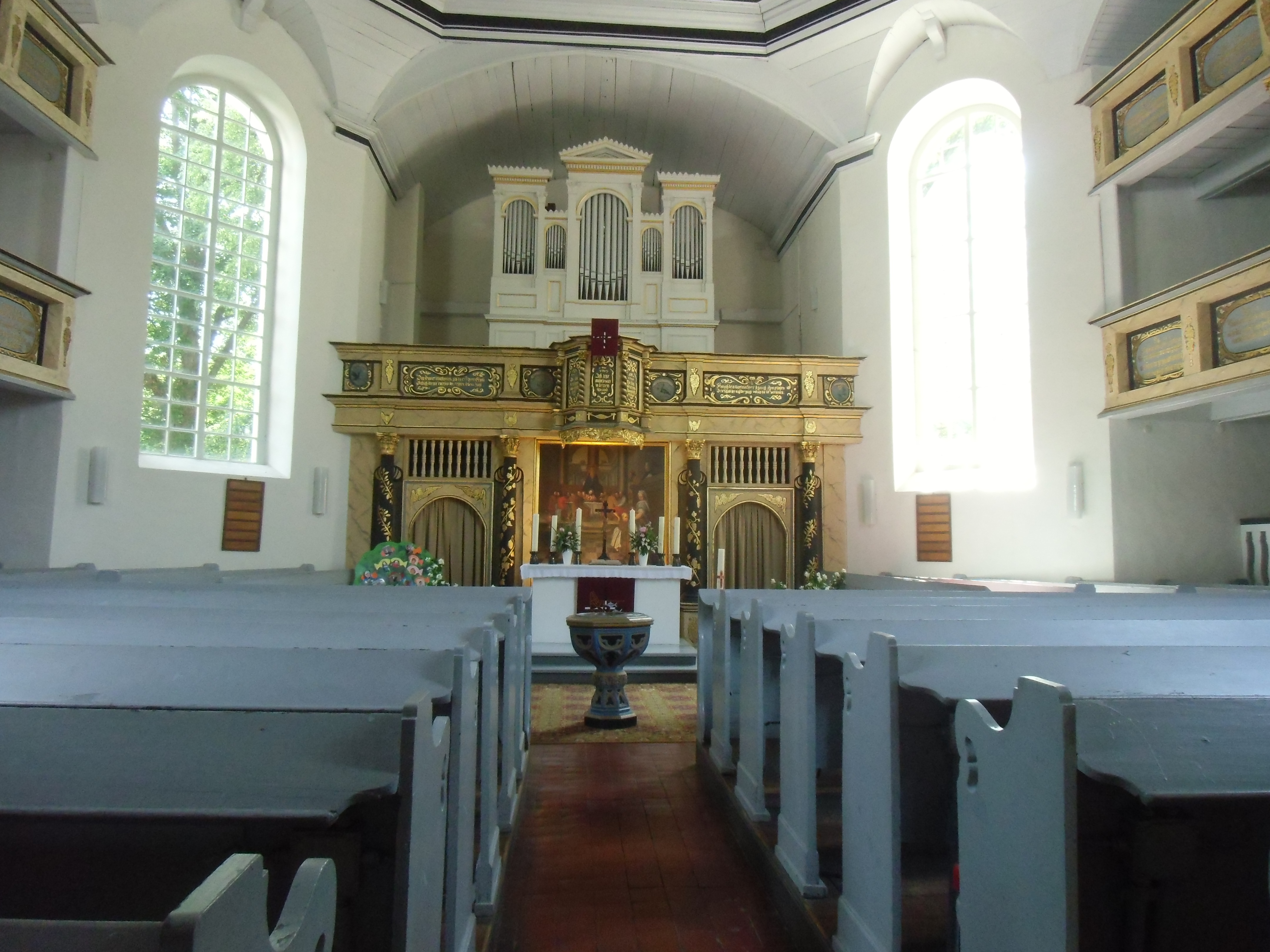
Innenansicht mit Kanzelaltar und Orgel

Ein erster Orgelbau erfolgte 1709 durch Christian Kreynow aus der Altmark und 1765 ein zweiter durch Gottlieb Scholtze aus Neuruppin; dieses Instrument wurde 1805 von Johann Simon Buchholz, 1840 von Gottlieb Heise und 1857 von Lang & Dinse instand gesetzt. 1893 erbaute Albert Hollenbach die heutige Altarorgel. Ihre 1917 abgegebenen Prospektpfeifen wurden später in Zink ersetzt. Derzeit (2023) ist das Instrument dringend restaurierungsbedürftig. Die Disposition mit 15 Registern auf zwei Manualen und Pedal lautet:
| I Manual C–f3 |            |     |
| 1.            | Bordun     | 16′ |
| 2.            | Principal  | 8′  |
| 3.            | Gambe      | 8′  |
| 4.            | Floete     | 8′  |
| 5.            | Octave     | 4′  |
| 6.            | Rohrflöte  | 4′  |
| 7.            | Mixtur III | 2′  |

| II Manual C–f3 |                  |    |
| 8.             | Geigen Principal | 8′ |
| 9.             | Salicional       | 8′ |
| 10.            | Lieblich Gedackt | 8′ |
| 11.            | Aeoline          | 8′ |
| 12.            | Fugara           | 4′ |

| Pedal C–d1 |              |     |
| 13.        | Violon       | 16′ |
| 14.        | Subbaß       | 16′ |
| 15.        | Principalbaß | 8′  |

- Koppeln: II/I, I/P
- Spielhilfe: Piano-Tritt, Tutti-Tritt
- Nebenregister: Calcant
- Traktur: mechanische Schleifladen